# Crkva sv. Nikole biskupa na Udbini
Crkva sv. Nikole biskupa bila je katolička župna crkva na Udbini.

## Povijest
Izgrađena je 1714. godine. Dograđena je 1838. Od 1714. do 1942. od crkve sv. Marka Groba je redovito svake godine, na blagdan svetog Marka, išla procesija preko mosta na Krbavi do župne crkve sv. Nikole Biskupa na Udbini. Velikosrpski nacionalisti su u pokušajima zatiranja hrvatskoga identiteta spalili crkvu 1942. godine. Od 1945. pa do 1948. nastavlja se antikatolička akcija, pod kapom nove komunističke vlasti. Opožarenu su crkvu do temelja razorile zajedno sa starim udbinskim grobljem, i na njezinim temeljima izgradile hotel za "civilizacijske potrebe naroda". Župna crkva sv. Nikole Biskupa bila je tako razorena da ne postoji čak polovica temelja istočnog dijela broda i svetišta, a iz preostalih temelja su izranjale ljudske kosti i glave. Oko crkve i u crkvi istražena su 172 groba. Uz crkvu su pokopani i oni koji su u ljeti 1942. branili Udbinu i poginuli. Katolički svećenik Mate Moguš obješen je usred Udbine 1945. godine.
Hotel na mjestu srušene župne crkve sv. Nikole Biskupa napušten je nakon Oluje i poslije srušen. Otkriveni su preostali ostatci temelja crkve te se moglo pristupiti konzerviranju.
Izgradnjom crkve Hrvatskih mučenika crkva sv. Nikole biskupa opet je dobila vjersku namjenu. Na mjestu preostalih ostataka bivše crkve Sv. Nikole Biskupa koji su konzervirani, sada je vanjski oltar crkve Hrvatskih mučenika.

## Karakteristike
Crkva je bila posvećena sv. Nikoli biskupu. Bila je velikih dimenzija, s jednim brodom i u baroknom stilu.

## Vanjske poveznice
- Hrvatski martirologij Mjesta značajna za projekt izgradnje Crkve hrvatskih mučenika na Udbini